# Stadio Luigi Ferraris
Stadio Luigi Ferraris er et fodboldstadion lokaliseret i den italienske by Genoa. Fodboldklubberne Genoa og Sampdoria har hjemmebane på stadionet. 

## Tilskueruroligheder
Det var på dette stadion, at der den 12. oktober 2010 fandt tilskueruroligheder sted, der bevirkede at dommeren måtte afbryde kvalifikationskampen mellem Italien og Serbien, efter bare seks minutters spil. 